# Equipo de Fed Cup de Países Bajos
El equipo neerlandés de Fed Cup es el representativo de Países Bajos en la máxima competición internacional a nivel de naciones del tenis femenino. El equipo jugó en el primer torneo de la historia en 1963.

## Historia
Los Países Bajos compitieron en su primera Copa Federación en 1963. Su mejor resultado fue llegar a la final en 1968, perdiendo 3-0 ante Australia, y 1997, perdiendo 4-1 a Francia con Brenda Schultz-McCarthy ganó su partido de individuales contra Mary Pierce.